# Wedding for Disaster
"Wedding for Disaster" (em português Casamento para Desastre"<) é o décimo quinto episódio da 20ª Temporada de Os Simpsons. Ele foi exibido originalmente nos Estados Unidos no canal da FOX, no dia 29 de Março de 2009. Nesse episódio, Homer e Marge se casam novamente, mas no último momento, Homer é seqüestrado.

## Sinópse
Quando o Reverendo Lovejoy anuncia que o "Passoa" irá visitar Springfield, a cidade fica muito ansiosa com a chegada dele. Mas após receber a notícia do Passoa de que sua recertificação foi recusada, o Reverendo Lovejoy decide imediatamente avisar os prejudicados (dentre eles estão Capitão McCallister, Cletus e Jasper). Então, o Reverendo visita os Simpsons para lhes dizer que o re-casamento de Marge e Homer pode não ter valido, pois nesse período ele podia não ser pastor. Chateados com isso, Homer e Marge tentam casar novamente em um cartório, mas Homer não acha que esse deve ser o tipo de casamento para a mulher amada. Entretanto, Marge começa a planejar tudo bem detalhado para o seu casamento.

Na hora do casamento, Homer pensa se ele deveria casar com uma "Marge tirana". Quando o casamento vai começar, Marge diz o que deve ser feito; até que ela nota que Homer não faz o que ela manda. Quando ela vai vê-lo no quarto do noivo, ela não o vê (pois aparentemente ele fugiu). Enquanto Marge é consolada pelas convidadas, Bart e Lisa decidem investigar o desaparecimento de Homer, e encontram 

A chave com as iniciais SB

uma chave com as iniciais "SB", e logo em seguida eles suspeitam de Sideshow Bob. Homer acorda, e percebe que está acorrentado em uma sala totalmente trancada. Logo, uma voz estranha começa a falar com Homer, e diz que ficará preso lá por algum tempo. Bart e Lisa logo encontram Bob com Krusty, e Bob explica que SB poderia ser qualquer um, e começa a citar nomes até chegar no nome de Selma Bouvier. Logo é revelado que foram Patty e Selma que sequestraram Homer.
Quando Patty e Selma ficam com pena de Homer, (e seu amor por Marge) elas decidem libertá-lo. Bart e Lisa finalmente descobrem o que houve com Homer, e quando vão contar isso para Marge, Marge diz que ela o encontrou no quintal. Quando Patty e Selma se livram das provas do sequestro, Bart e Lisa interferem, e dizem que elas vão ter que pagar pelo que fizeram. Homer e Marge decidem ter um casamento simples, no cartório; e quando saem, eles vêem um "super-casamento" preparado para eles, e do jeito que eles queriam.

## Recepção
Esse episódio teve 6.58 milhões de telespectadores na sua exibição original, enquanto a re-exibição de "Take My Life, Please" teve 6.8 milhões de telespectadores. Com esse episódio, a FOX ficou em quarto lugar na mesma noite, enquanto uma novo episódio de Family Guy teve 8.20 milhões de telespectadores.